# Championnats d'Europe de trampoline 1973
Navigation
Édition précédente Édition suivante
Les championnats d'Europe de trampoline 1973, troisième édition des championnats d'Europe de trampoline, ont eu lieu en 1973 à Édimbourg, au Royaume-Uni.

## Podiums
| Épreuves              | Or                                                  | Argent                                             | Bronze                                                |
| --------------------- | --------------------------------------------------- | -------------------------------------------------- | ----------------------------------------------------- |
| Hommes                |                                                     |                                                    |                                                       |
| Trampoline individuel | Richard Tison                                       | Nikolai Schmeliov                                  | Sergei Lobanov                                        |
| Synchro               | Union soviétique Nikolai Schmeliov Sergei Lobanov   | Union soviétique Alexandr Volinkin Gennadi Chernov | France Richard Tison Gillie Lebris                    |
| Femmes                |                                                     |                                                    |                                                       |
| Trampoline individuel | Olga Starikova                                      | Ruth Keller                                        | Wendy Wright                                          |
| Synchro               | Union soviétique Galina Zarschikova Svetlana Levina | Union soviétique Olga Starikova Tatiana Janes      | Allemagne de l'Ouest Ute Luxon-Czech Iris Hagelstange |

## Tableau des médailles
| Rang | Nation               | Or | Argent | Bronze | Total |
| ---- | -------------------- | -- | ------ | ------ | ----- |
| 1    | Union soviétique     | 3  | 3      | 1      | 7     |
| 2    | France               | 1  | 0      | 1      | 2     |
| 3    | Suisse               | 0  | 1      | 0      | 1     |
| 4    | Allemagne de l'Ouest | 0  | 0      | 1      | 1     |
| -    | Royaume-Uni          | 0  | 0      | 1      | 1     |